# Насух Матракчија
Насух Матракчија (1480 – око 1564) био је османски полихистор пореклом из Босне. Он је био математичар, учитељ, историчар, географ, картограф, мајстор мачевања, предавач у школи у Једренима, навигатор, изумитељ, службеник султана, сликар, пољопривредник и минијатуриста. Изумитељ је борилачке вештине матрак.

## Биографија
Матракчија Насух, рођен у Височкој нахији, био је јањичар који је прошао и кроз пешадију и кроз систем девширме. Иако рођен у муслиманској породици, Матракчија је уведен у систем девширме, који је иначе створен за хришћанско становништво царства, док је у Босни систем девширме проширен и на локалне муслиманске породице. Био је познат као надарени мачевалац и добар стрелац познат по свом интелекту; говорио је пет језика и регрутован је затим је био регрутован у Османску морнарицу.
Након дугог периода студирања математике и геометрије, написао је своја дела Cemâlü'l-Küttâb и Kemalü'l- Hisâb и предао их османском султану Селиму I. Написао је и две књиге под називом Mecmaü't-Tevârih и Süleymannâme. Оне се баве историјијским периодом од 1520 до 1543. Такође је написао историјски чланак о персијским освајањима Сулејмана I под насловом Fetihname-i Karabuğdan. Недавно истраживање његове књиге Umdet-ul Hisab открило је до тад непознату чињеницу да је Матракчија измислио неке оригиналне методе множења. Један од значајних чињеница приказаних у овој књизи била је та да се решеткасти метод широко користио у школи Једрене скоро 50 година пре него што га је Џон Непер поново проширио по Европи.
Поред својих дела из математике и историје, познат је и по својим минијатурама. Створио је натуралистички стил који се фокусира на панорамски поглед на пејзаже и градове насликане са највећим детаљима (његово најпознатије дело јесте истанбулска слика пејзажа, у којој се приказује готово свака улица и зграда града). У османској минијатурној уметности ово је касније било познато као „стил Матракчије“. Најважнији од његова четири историјска тома минијатура је онај који говори о Сафавидском рату Сулејмана I, над којим је написао своје историјско дело Fetihname-i Karabuğdan. Поред илустрације марша османске војске од Истанбула до Багдада, затим Табриза и његовог повратка преко Халаба и Ескишехира, Насух укључује и све градове које је војска сусрела на путу. У библиотеци Истанбулског универзитета налази се једина копија овог дела.
Насух је такође био војник и ковач. Радио је као учитељ за оружје у школи Једрене. Он и његови ученици показали су своје вештине у спектаклу који је био део прославе поводом обрезивања синова Сулејмана I. Због свог успеха у овој демонстрацији, Насух је од Султана добио почасну титулу Ustad („господар“) и Reis („поглавица“). Такође је написао књигу о употреби различитих оружја и техника коњаничке и пешадијске борбе, под називом Tuhfet-ül Guzât.
Као члан администрације Насух се спријатељио са Сулејманом Величанственим на многим кампањама и пажљиво је бележио догађаје и илустрирао градове и луке освојене од стране Османлија. Учествовао је у Мохачкој бици (1526) и у две Багдадске експедиције Канунија. Исцртао је слике сваког великог града где се армија заустављала или пролазила. Турски историјски институт (Турк Тарих Куруму) издао је градске цртеже које је он направио током експедиција.

## Почасти и наслеђе
У Матракчијином родном граду, Високом, одржавају се годишњи скупови у почаст најважнијих људи из овог града. Улица у близини Завичајног музеја у Високом зове се по њему.
Документарни филм о Матракчији продуцирала је турска радиотелевизија 1978.
Унеско је 2014. годину прогласио годином Насуха Матракчија. Изложба "Насух Матракчи: Геније 16. стољећа" одржаване су у Сарајеву, Београду, Анталији, Истанбулу, Бечу, Токију, и Паризу.

## Дела

### Математика[7]
- Cemālü’l-Küttāb ve Kemālü’l-Ḥisāb (Љепота списатеља и савршенство у рачунству)
- Umdetü’l-Ḥisāb (Принципи рачунства)

### Историја
- Mecmaü't-Tevârih (сумирана историја)
- Süleymannâme (књига о Сулејману I)
- Fetihname-i Karabuğdan (књига о османским освајањима у Молдавији)
- Beyan-ı Menazil-i Sefer-i Irakeyn-i Sultan Süleyman Han (Хроника етапа османских освајања Ирака и Персије султана Сулејмана Кана)

## Галерија
- Османлијска флота усидрила се у Тулону 1543.
- Матракчијина карта града Султаније из 16. века (1)
- Матракчијина карта града Султаније из 16. века (2)
- Матракчијино квадратно решеткасто множење
- Матракчијино троугласто решеткасто множење